# Broken Fate
Broken Fate ist eine 2007 in Zürich gegründete Metalband.

## Bandgeschichte
2007 gründeten Tobias John Bänteli und Alessandro De Cicco die Band Broken Fate. Im November 2008 kamen Roman Leeser und als Bassist Dario Stutz dazu. Im April 2009 wurde die Demo-EP Demo mit den Titeln Broken, I Don’t Fall Alone und All Around Me aufgenommen. Noch im selben Monat gab die Band ihr erstes Konzert. Es folgten mehrere Konzerte in der deutschsprachigen Schweiz. Im Februar 2010 entstand das erste Musikvideo von Broken Fate zum Song Take You Away. 2012 begann die Arbeiten an der EP Rising to the Dream, welche im September 2012 fertiggestellt wurde. Die EP wurde im Studio Little Creek in Gelterkinden von V. O. Pulver produziert.
Ende 2013 begannen die Arbeiten am ersten Album The Bridge Between. Das Album wurde im April und Mai 2014 in den Music Factory Studios bei R. D. Liapakis aufgenommen. Im August 2014 war es fertiggestellt; The Bridge Between wurde im November 2015 beim Label Massacre Records veröffentlicht, bei dem Broken Fate ab Juni 2015 unter Vertrag stand.
2015 wurde Leopold Stadelmann neuer Leadgitarrist; Roman Leeser hatte die Band verlassen, da er sich nicht mehr vollständig dem Projekt widmen wollte. Im selben Jahr verließ der Bassist Dario Stutz die Band und wurde im Oktober 2015 durch Patrick Von Gunten ersetzt. 2016 erfolgte die erste professionelle Tour durch Europa zusammen mit der Band Anvil. Die Tour führte unter anderem durch Norwegen, die Niederlande, Schweden und Deutschland. Im November 2016 kam als weiterer Gitarrist Gabriele Sacco zur Band. Im April 2018 erschien das zweite Album Reborn bei Timezone Records.

## Diskografie
- 2008 Demo CD (EP, Selbstverlag)
- 2010 The Year of Fate Demo CD (EP, Selbstverlag)
- 2012: Rising to the Dream (EP, Selbstverlag)
- 2015: The Bridge Between (Massacre Records)
- 2018: Reborn (Timezone Records)
- 2021: C-Digital Session 2020 EP (Timezone Records)
- 2023: Fighters & Dreamers (Lucky Bob Media Records)[6]
- 2025: Horizon (Lucky Bob Media Records)